# Songkitti Jaggabatara

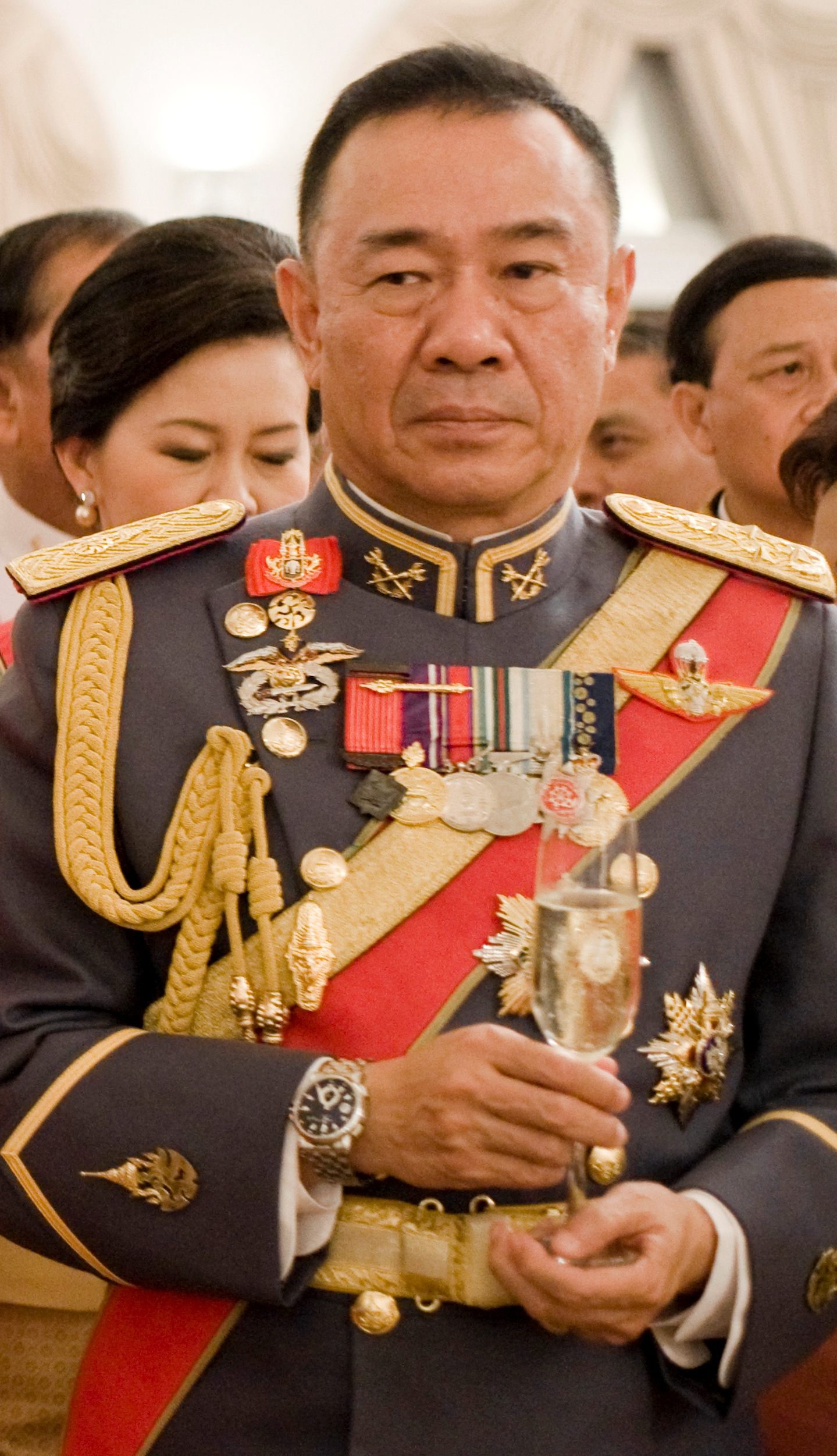
Songkitti Jaggabatara (2010)

Songkitti Jaggabatara (thailändisch ทรงกิตติ จักกาบาตร์, RTGS: Songkitti Chakkabat, Aussprache: [soŋkìttìʔ t͡ɕàkkaːbàːt]; * 22. Dezember 1950 in Nakhon Ratchasima) ist ein thailändischer General. Er war von 2008 bis 2011 Oberbefehlshaber des Stabs der Thailändischen Streitkräfte.

## Leben

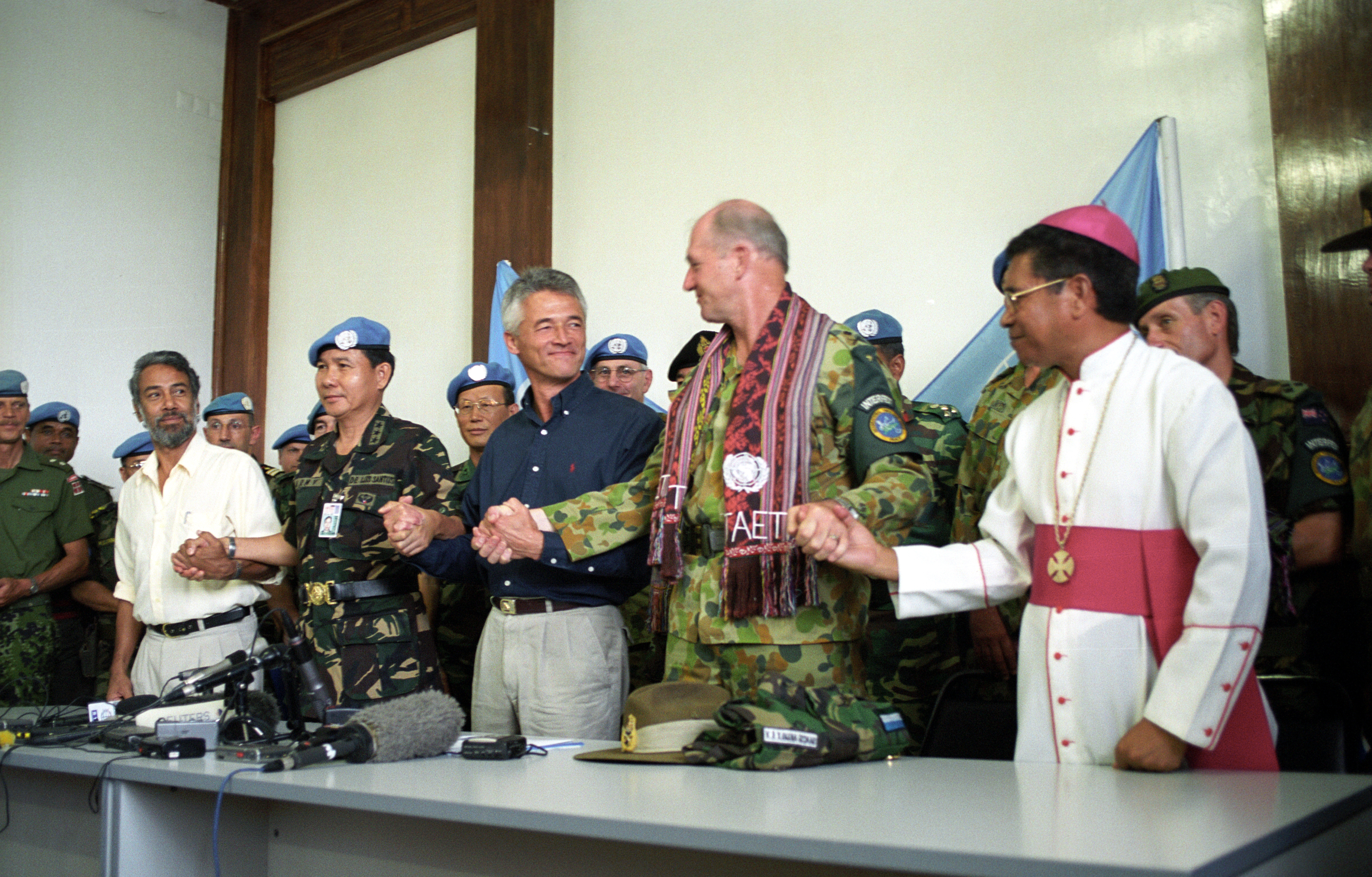
Songkitti Jaggabatara bei der Übergabe der Kontrolle von INTERFET zu UNTAET

In der Vorbereitungsschule der Streitkräfte war Songkitti ein Klassenkamerad des späteren Ministerpräsidenten Thaksin Shinawatra. Anschließend besuchte er die Königliche Chulachomklao-Militärakademie. Von 1972 bis 1981 diente er im 3. Kavallerie-Bataillon der Königlichen Garde. Den Beginn seiner Dienstzeit verbrachte er im Norden von Thailand, wo ein Konflikt niedriger Intensität mit den bewaffneten Einheiten der Kommunistischen Partei Thailands stattfand. Als Vietnam 1978 in Kambodscha einmarschierte, diente er an der Grenze zwischen Thailand und Kambodscha.
1999 befehligte er die „Thai Joint Task Force 972“, die sich im Rahmen der Internationalen Streitkräfte Osttimors (INTERFET) mit der Beilegung der Krise in Osttimor 1999 beschäftigte. Er war der Zweite in der Befehlskette der INTERFET.
Im Oktober 2001 sorgte der neu gewählte Ministerpräsident Thaksin Shinawatra für die Ernennung seines Vertrauten Songkitti zum Vizekommandeur der Vierten Armee, die für Südthailand zuständig ist. Das sorgte für Kritik, weil Songkitti nie zuvor in der Vierten Armee oder in Südthailand gedient hatte und seine Auswahl als politisch motiviert galt. In einem Bericht an Thaksin erklärte Songkitti 2002, dass es sich bei dem Konflikt mit muslimischen Separatisten in den drei südlichsten Provinzen Thailands nicht um einen ernstzunehmenden Aufstand handelte. Damit bewog er Thaksin dazu, Truppen aus der Region abzuziehen. Im April 2003 wurde er zum Generalleutnant und Kommandeur der Vierten Armeeregion befördert. Er stieß im Offizierskorps allerdings auf so viel Widerstand, dass er im Oktober desselben Jahres wieder auf einen anderen Posten versetzt wurde. Tatsächlich eskalierte der Südthailand-Konflikt ab 2004.
Am 1. Oktober 2008 wurde Songkitti zum Oberbefehlshaber des Stabs der Streitkräfte, der formell höchsten Position im thailändischen Militär, befördert. Im April 2010 war er ein Direktor des neugegründeten Centre for the Resolution of the Emergency Situation (CRES). Das CRES wurde gegründet, um die Ordnung in Bangkok und verschiedenen Provinzen Thailands im Zuge der Unruhen 2010 wiederherzustellen. Am 1. Oktober 2011 wurde er von General Thanasak Patimaprakorn als Oberbefehlshaber abgelöst.

## Auszeichnungen
Für seine Verdienste in der INTERFET erhielt er den Order of Australia im Rang eines „Honorary Member“ und die International Force East Timor Medal.
Am 13. Januar 2011 verlieh ihm der Präsident von Singapur, Sellapan Ramanathan, den höchsten militärischen Orden des Stadtstaates, den Darjah Utama Bakti Cemerlang (Tentera) für seine Verdienste bei der Zusammenarbeit der Thailändischen Streitkräfte und der Streitkräfte Singapurs.

## Familie
Songkitti  ist verheiratet mit Poranee Jaggabatara, sie haben zwei Töchter und einen Sohn.